# 赤子 (妖怪)
赤子（あかご）は、長野県、大和国（現・奈良県）に伝わる妖怪。または、俳人・与謝蕪村による妖怪絵巻『蕪村妖怪絵巻』にある妖怪。それぞれ伝承が異なる。

## 概要

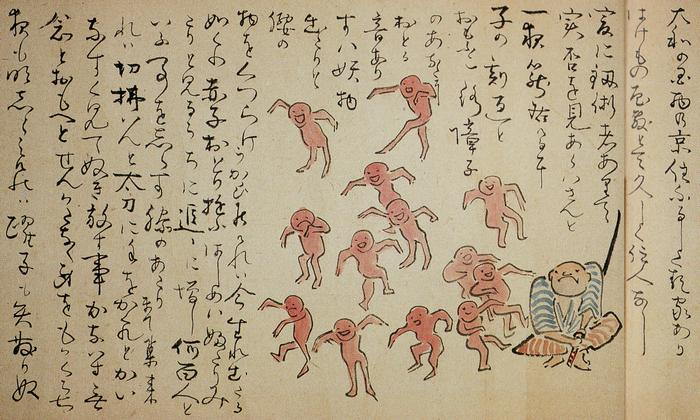
『ばけもの絵巻』より「赤子の怪」

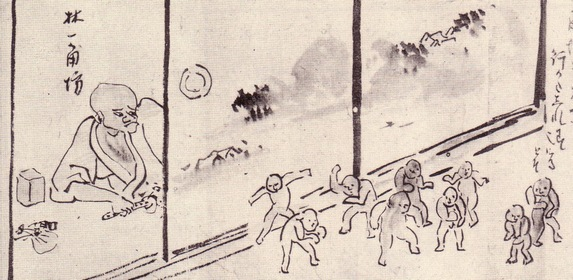
与謝蕪村『蕪村妖怪絵巻』より「赤子の怪」

長野県の赤子
大町市にある仁科三湖のひとつ、木崎湖の水中に住むといわれる。外見は11歳か12歳ほどの人間のようだが、その名が示すように産まれたばかりの赤ん坊のように赤く、髪は猩猩のようだという。漁師が水中に隠れている赤子を目撃することがあるものの、特に人間に対して危害を加えることはないという。
大和国の赤子
明治時代の妖怪絵巻『ばけもの絵巻』（作者不詳）に「赤子の怪」と題して記述されている。あるところに化物屋敷と呼ばれて誰も寄り付かない家があった。ある剣術者が化物の正体を見極めようとその家に泊まったところ、夜中に障子の向こうから、誰かが踊っているような音が聞こえた。覗き見ると、生まれたばかりの赤ん坊のような者が踊っており、しかもどんどん数を増し、遂には数百人にも達した。剣術者は斬り払おうと太刀に手をかけたものの、手がすくんでしまった。どうすることもできない内に、夜明けと共に赤子たちは消え去ったという。
『蕪村妖怪絵巻』の赤子
「赤子の怪」と題して記述されている。ある法師が小笠原という座敷に停まったところ、夜中に隣室で大勢の人間が踊っているような音が聞こえた。覗き見ると、そこには数千人もの裸の赤ん坊が踊っていた。騒々しくて仕方なかったものの、夜が明けると姿が消えていたという。
題名は『ばけもの絵巻』のものと同じであり、内容も酷似しているが、関連性は不明。